# Falköpings kontrakt
Falköpings kontrakt var ett kontrakt i Skara stift inom Svenska kyrkan. Kontraktet hade samma omfattning som Falköpings kommun. Kontraktet namnändrades 1 januari 2017 till Falköpings och Hökensås kontrakt samtidigt som det utökades..
Kontraktskoden var 0305.

## Administrativ historik
Kontraktet ombildades 1884 och hade sedan följande omfattning
- Falköpings stadsförsamling som 1983 namnändrades till Falköpings församling
- Falköpings landsförsamling som 1983 uppgick i Falköpings församling
- Torbjörntorps församling som 2010 uppgick i Mössebergs församling
- Friggeråkers församling som 2010 uppgick i Mössebergs församling
- Luttra församling som 2006 uppgick i Falköpings församling
- Stenstorps församling
- Brunnhems församling som 2006 uppgick i Stenstorps församling
- Södra Kyrketorps församling som 2006 uppgick i Stenstorps församling
- Segerstads församling som 2006 uppgick i Hornborga församling
- Valtorps församling som 2006 uppgick i Hornborga församling
- Håkantorps församling som 2006 uppgick i Hornborga församling
- Dala församling som 2010 uppgick i Dala-Borgunda-Högstena församling
- Borgunda församling som 2010 uppgick i Dala-Borgunda-Högstena församling
- Högstena församling som 2010 uppgick i Dala-Borgunda-Högstena församling
- Gudhems församling
- Östra Tunhems församling som 2006 uppgick i Gudhems församling
- Ugglums församling som 2006 uppgick i Gudhems församling
- Grolanda församling som 2002 uppgick i Grolanda-Jäla församling som 2010 uppgick i Floby församling
- Jäla församling som 2002 uppgick i Grolanda-Jäla församling som 2010 uppgick i Floby församling
- Kinneveds församling
- Vårkumla församling som 2002 uppgick i Kinneveds församling
- Börstigs församling som 2010 uppgick i Åsarps församling
- Brismene församling som 2002 uppgick i Kinneveds församling
- Kärråkra församling som 1962 överfördes till Herrljunga kontrakt

1962 tillfördes från då upphörda Vånga kontrakt
- Vilske-Kleva församling som 2010 uppgick i Floby församling
- Ullene församling som 2006 uppgick i Floby församling
- Bjurums församling som 2006 uppgick i Gudhems församling
- Gökhems församling som 2010 uppgick i Floby församling
- Marka församling som 2010 uppgick i Mössebergs församling
- Sörby församling som 2006 uppgick i Floby församling
- Floby församling
- Göteve församling som 2006 uppgick i Floby församling
- Trävattna församling som 2002 uppgick i Hällestad-Trävattna församling som 2006 uppgick i Floby församling
- Hällestads församling som 2002 uppgick i Hällestad-Trävattna församling som 2006 uppgick i Floby församling

1962 tillfördes från Billings kontrakt
- Broddetorps församling som 2006 uppgick i Hornborga församling
- Hornborga församling som 1989 uppgick i Broddetorps församling men återbildades 2006
- Sätuna församling som 1989 uppgick i Broddetorps församling
- Bolums församling som 1989 uppgick i Broddetorps församling

1995 tillfördes från då upplösta Vartofta kontrakt
- Slöta församling som 2010 uppgick i Slöta-Karleby församling
- Karleby församling som 2010 uppgick i Slöta-Karleby församling
- Åsle församling som 2010 uppgick i Åslebygdens församling
- Mularps församling som 2010 uppgick i Åslebygdens församling
- Tiarps församling som 2010 uppgick i Åslebygdens församling
- Skörstorps församling som 2010 uppgick i Åslebygdens församling
- Yllestads församling
- Näs församling som 2002 uppgick i Yllestads församling
- Vistorps församling som 2002 uppgick i Yllestads församling
- Vartofta-Åsaka församling som 2002 uppgick i Yllestads församling
- Kälvene församling som 2002 uppgick i Yllestads församling

1995 tillfördes från Redvägs kontrakt
- Fivlereds församling som 1998 uppgick i Åsarps församling
- Solberga församling som 1998 uppgick i Åsarps församling
- Åsarp-Smula församling som 1998 uppgick i Åsarps församling